# Dino Radončić
Dino Radončić (* 8. Januar 1999 in Gießen) ist ein montenegrinischer Basketballspieler. Seine angestammten Positionen sind die des Small Forwards oder Power Forwards.

## Laufbahn
Dino Radončić kam als Sohn des montenegrinischen Handballprofis und jugoslawischen Nationalspielers Damir Radončić im deutschen Gießen zur Welt. Sein Vater stand zu jener Zeit bei der HSG Dutenhofen/Münchholzhausen unter Vertrag. Seine Laufbahn als Basketballspieler begann Dino Radončić im Jahr 2010 bei KK Uno Grande in Zrenjanin. Im Sommer 2013 verpflichtete der spanische Spitzenklub FC Barcelona den jungen Montenegriner und setzte ihn in der Altersklasse Cadete B (U-15) ein. Nach einer Spielzeit wechselte der 15-jährige Radončić in die Jugend des Erzrivalen Real Madrid, wo er in der Altersklasse Cadete A (U-16) in der Saison 2014/15 die spanische Meisterschaft gewinnen konnte. Er selbst brachte es im Endspiel gegen den FC Barcelona auf 15 Punkte, 11 Rebounds und 5 Assists und wurde zum MVP des Finales gewählt.
In der Spielzeit 2015/16 gehörte Radončić dem Kader der U-18 Mannschaft der „Königlichen“ an, aufgrund der Verletzungen von Rudy Fernández und Jeffery Taylor begann er jedoch die Saison in der ersten Mannschaft. Am 18. Oktober 2015 feierte er, im Alter von 16 Jahren und 9 Monaten, gegen RETAbet.es GBC sein Debüt in der Liga ACB. Vier Tage später stand Radončić in einem Spiel gegen KK Roter Stern Belgrad auch erstmals in der EuroLeague auf dem Parkett.
Es folgten ab 2018 weitere Vertragslaufzeiten bei spanischen Vereinen, teilweise als Leihspieler. Mitte September 2023 gab der FC Bayern München seine Verpflichtung bekannt. Er wurde mit München 2023/24 deutscher Meister und Pokalsieger, Radončić kam im Laufe dieser Saison auf vier Bundesliga-Einsätze. Im August 2024 unterschrieb Radončić einen Vertrag beim spanischen Zweitligisten Betis Sevilla.

### Nationalmannschaft
Obwohl Dino Radončić auch über einen serbischen Pass verfügt, entschloss er sich für die Montenegrinische Nationalmannschaft zu spielen. Sein Debüt feierte er am 31. August 2016 im Zuge der Qualifikation für die Basketball-Europameisterschaft 2017 gegen die Slowakei.

### Erfolge und Ehrungen
- Spanischer Meister: 2015/16
- Deutscher Meister: 2023/24
- Deutscher Pokalsieger: 2023/24